# دانشکده دندانپزشکی قم
دانشکده دندانپزشکی دانشگاه علوم پزشکی قم یکی از دانشکده‌های دندانپزشکی ایران وابسته به دانشگاه علوم پزشکی قم در قم است.
این دانشکده دارای ۱۰ بخش، بیش از ۱۰۰ یونیت و بیش از ۲۳۰ دانشجو است.

## تاریخچه
دانشکده دندانپزشکی قم در سال ۱۳۹۰ بنیانگذاری شد. هم‌اکنون ریاست این دانشکده را دکتر محمد مهدی زاده برعهده دارد.